# حوت قاتل
الحُوتُ القاتِلُ أو السَفّاح أو الأُرْكَة أو القتَّال أو الأُوركا أو الحوت الفتاك (بالإنجليزية: Killer Whale أو Orca) هو حوت مُسَنن ينتمي إلى عائلة الدلافين المحيطية، والتي تعد أكبر عضو فيها. تتميز الحيتان القاتلة بنظام غذائي متنوع، بالرغم من أن الأفراد يتخصصون غالبًا في أنواع معينة من الفرائس. يتغذى البعض حصرًا على الأسماك، بينما يصطاد آخرون الثدييات البحرية مثل الفقمات وغيرها من أنواع الدلفين.

## أصل التسمية
أركة (Orca) عن (حوت في اللاتينية) كما ورد في المعجم الكبير لمجمع اللغة العربية في القاهرة بمصر.

## أنواعها
هناك ثلاث أنواع قطعان للحيتان القاتلة، تبدو مماثله تماماً بالشكل ولكن تختلف بالصفات الوراثية والتفضيلات وعادات الغذاء المعينة. وهي كالتالي:
1. المقيم: وهي الحيتان الأكثر بصيرة عموما، إسمها مقيمه وهي تقطع في اليوم 100 ميل تقريبا حيث مكان السلمون وأسود البحر وهي تتمتع بصحه أعلى من باقي القطعان، هم يختفون ويظهرون بمدة شهر أو أسبوع وعدد قطعانهم يزيد عن الخمسين حوت وحجمهم أكبر من الحيتان العابرة والبعيدة.
2. العابر: وهو أصغر حجماً من الحيتان المقيمه وسميت بالعابر نظراً لأنه لا يلتزم بنوع غذاء معين والحيتان العابرة تأكل أي شي يسبح أمامها، ويبلغ عدد قطعان هذا النوع 60 أركة وأكثر. والحيتان العابرة هي أشرس نوع ويعتقد بأن منه أتى مسمى (أركة) نظراً لطريقة تعذيب فريسته.
3. البعيد: وسميت بهذا الاسم لأنها تعيش بعيدة عن الشواطئ وفي أوسط المحيطات فقط، ويسهل تمييزها وتعيش بمجموعات صغيره لا يتعدى أفراد المجموعة الثمانية. وهي مجموعه نسائيه، أي فقط أمهات وبنات وبعض الأبناء الصغار.

## مكان العيش
التقديرات لأعداد الحيتان القاتلة في جميع أنحاء العالم غير مؤكدة، لكن الإجماع الأخير يُشير إلى 500,00 كحد أدنى (2006). الحيتان القاتلة تعيش في كل المحيطات بوجه عام، المحيط الهندي، الهادئ، الأطلسي والقطبين الجنوبي والشمالي، ولكنها تفضل العيش في المناطق الساحلية الباردة مثل: ألاسكا، جزيرة أوركاس، أمريكا.

## غذاء الأركة
غذاء الأركة متنوع ويختلف باختلاف أنواع الأركة والمجاميع المختلفة منها (القطعان أو العائلات) فتميل هذه الأنواع أو العوائل المختلفة إلى التخصص في صيد أنواع محددة من الكائنات البحرية، وقد يؤدي هذا النوع من التخصص في الصيد إلى تأثيرات خطيرة على الفرائس.
قائمة فرائس الأركة تتضمن الأسماك، واللبونات البحرية كالفقمات، و(32 نوعاً من الحيتان وبدرجة نادرة على حوت العنبر والحوت الأزرق  و  و  و  ) ، والدببة القطبية والقرش الأبيض والشفنين البحري وقرش الحوت. وتقوم الأركة بمهاجمة (القروش البيضاء والشفانين البحرية) بطريقة خاصة عن طريق قلبها على ظهورها (حيث إن ذلك يؤدي إلى فقدان الوعي في القروش البيضاء والشفانين البحرية)، ثم تفترسها. ويعدّ حوت الأركة ملك البحار بامتياز لكونه يترأس الهرم الغدائي البحري حيت لا يوجد حيوان قط يتغدى عليه، ويعدّ شبيهاً بذئاب البحر وأسود البحر، فهو أشبه بذئاب البحر من حيث إستراتيجية القتل، وأشبه بأسود البحر من حيث إن الإناث تقود الصيد [بحاجة لمصدر]، ينتشر في مختلف محيطات العالم، ويشاهد مراراً وبكثرة في مضيق جبل طارق وشواطئ المغرب.
كانت تلك الحيتان القاتلة مصدر خوف وقلق للناس حيث قامت القوة الجوية الأمريكية في الخمسينات بقصف مجاميع الحيتان مرات عديدة، وتعرضت للقتل من قبل الصيادين لأنها تسرق سمكهم من الشباك.

## طريقة صيد الأركة

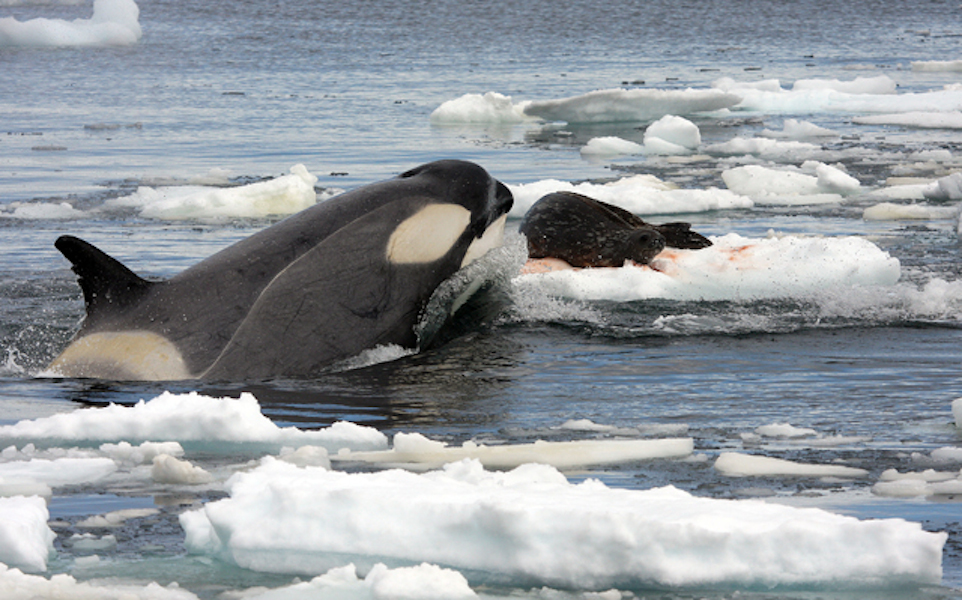
أركة يصطاد فقمة وَدِل (weddell seal)

إنها حيوانات ترصد بالصوت أي تعرف حجم فرائسها والأشياء التي حولها بتردد الصوت، يصدر الصوت عن طريق الهواء المار بين فمها والفوهة التي فوق الرأس. وصوت تلك الحيتان متغير من صفير الي صرير إلى عويل.
ويتميز الأركة بالصيد لأنهم يصيدون بطريقه جماعية أحيانا وبتعاون ملحوظ، أي أنهم يراقبون الفريسة من بُعد ثم يفاجؤونها ويهجمون عليها أو يضربونها بالذيول إلى خارج الماء حتى يشلوا تركيزها وأيضا لكي يتفادو العضات التي من الممكن أن تخدش الجسم.
و في عام 2002 شهد فريق بحث عالم البحار (SeaWorld) عملية صيد حيتان قاتلة لحوت أزرق ضخم طوله 60 قدم تقريا. فحاصره ثلاثون حوت قاتل، وطريقة الصيد كانت كالآتي:
أخذ حيتان الأركة يراقبون الحوت الأزرق بشكل دائري ولما أحس فيهم الحوت الأزرق اسرع في السباحة، فتقدم حوتان اثنان ومن بعدهم اثنان والاركات الأخرى يحاصرونه من الجانبين حتى لايهرب وقام عدد من الحيتان القاتله بالقفز العالي والنزول عليه من الخلف محاولةً إغراق الحوت الأزرق. وقطعوه في غضون 4 ساعات.

## خصائص الأركة

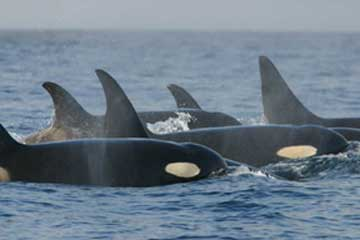
حيوانات الأركة اجتماعية

- متوسط عمر الإناث 50 سنه والذكور 35 سنه.
- يصل طول الأركة إلى 33 قدم، ووزنه يصل إلى 5.400 كيلوغرام.
- الزعنفة الظهرية، عند الذكور طولها 6 قدم، وعند الإناث تكون 4 قدم
- تتزاوج الحيتان كل 3 إلى 10 سنوات
- تلد إنثى الحوت عجلا بعد 17 شهر ويفطم بعد سنة من عمره

## عادات الأركة

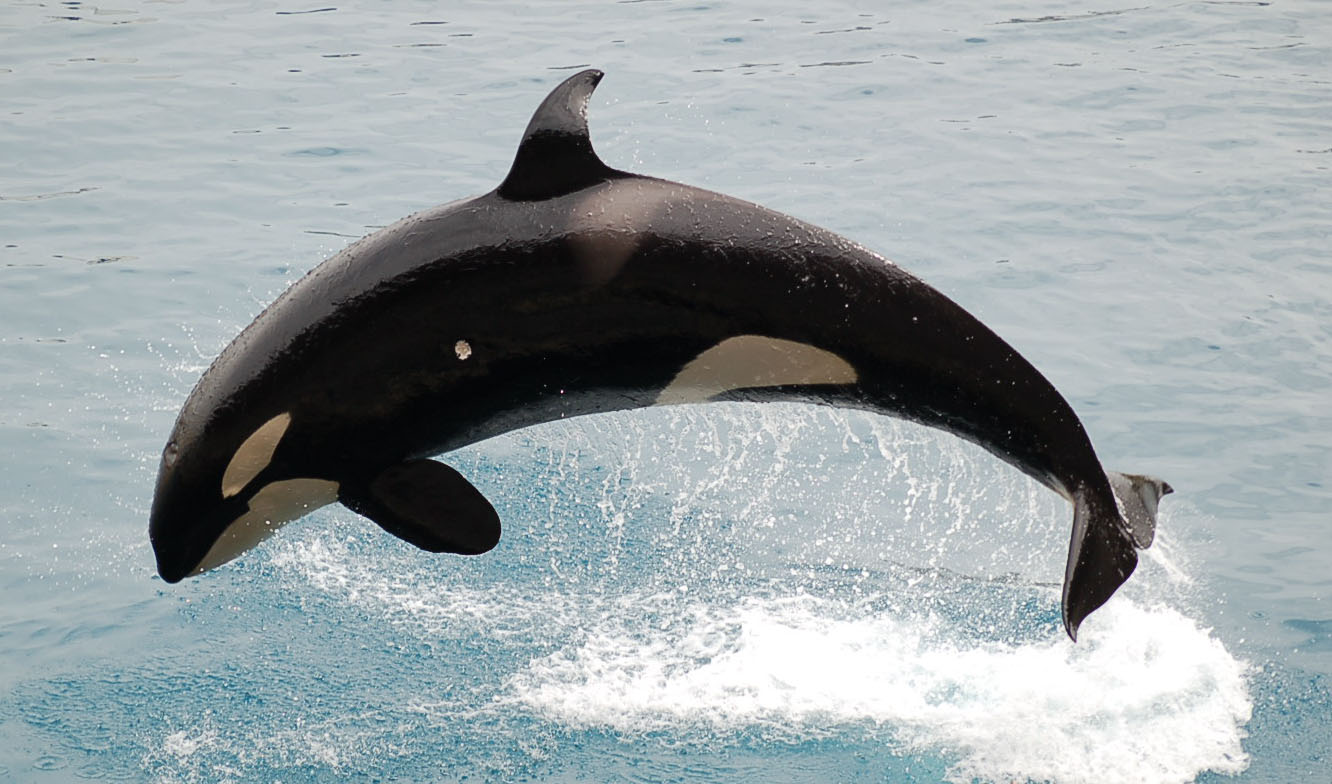
حوت الأركة

تقفز الحيتان القاتلة من الماء وتهبط مرة على الجنب الأيسر ومرة على الجنب الأيمن ومره على ظهرها .. والسبب هو:
- للهبوط باتجاهات عشوائية لتحك جلدها عن طريق شق سطح الماء عندما يرتطم جسمها بالسطح
- تعبير للراحة النفسية ودعوة الأنثى للتزاوج
- تقفز عاليا وتهبط عموديا لتهجم على فريستها وتصدمها

## ميّزاته
الرؤية لدى الأركة جيدةٌ (فوق وتحت سطح الماء) , وكذلك يمتلك حاسة سمعٍ مُرهفٍ ( حَسّاس ) , وحاسة لمس جيدة . يتمتع الأركة بقدرات استثنائية في تَحدِيد مواقع الاشياء -عن طريق الصدى (echo) و تعرف هذه العملية باسم (echolocation) بالإنجليزية حيث تتضمن إرسال طَقطَقات (صَوتٌ كصوت الطَقة) واستقبال الصدى(الصوت الرَاجِع)- حيث يكشف عن طريقها مواقع وخواص الاشياء والفرائس في محيطها.
متوسط حرارة جسم الأركة هي 36 إلى 38 درجة مئوية و. وكمعظم الثدييات البحرية لديها طبقة عازلة للحرارة من الدهن (blubber) يصل سمكها من 7.6 إلى 10 سنتيمترات تحت جلده.
تبلغ دقات قلب الأركة على سطح الماء حَوالِي 60 دقة في الدقيقة تنخفض إلى 30 عند الغوص.

## معرض صور

صورة تشريحية للأُركة أو الاوركا
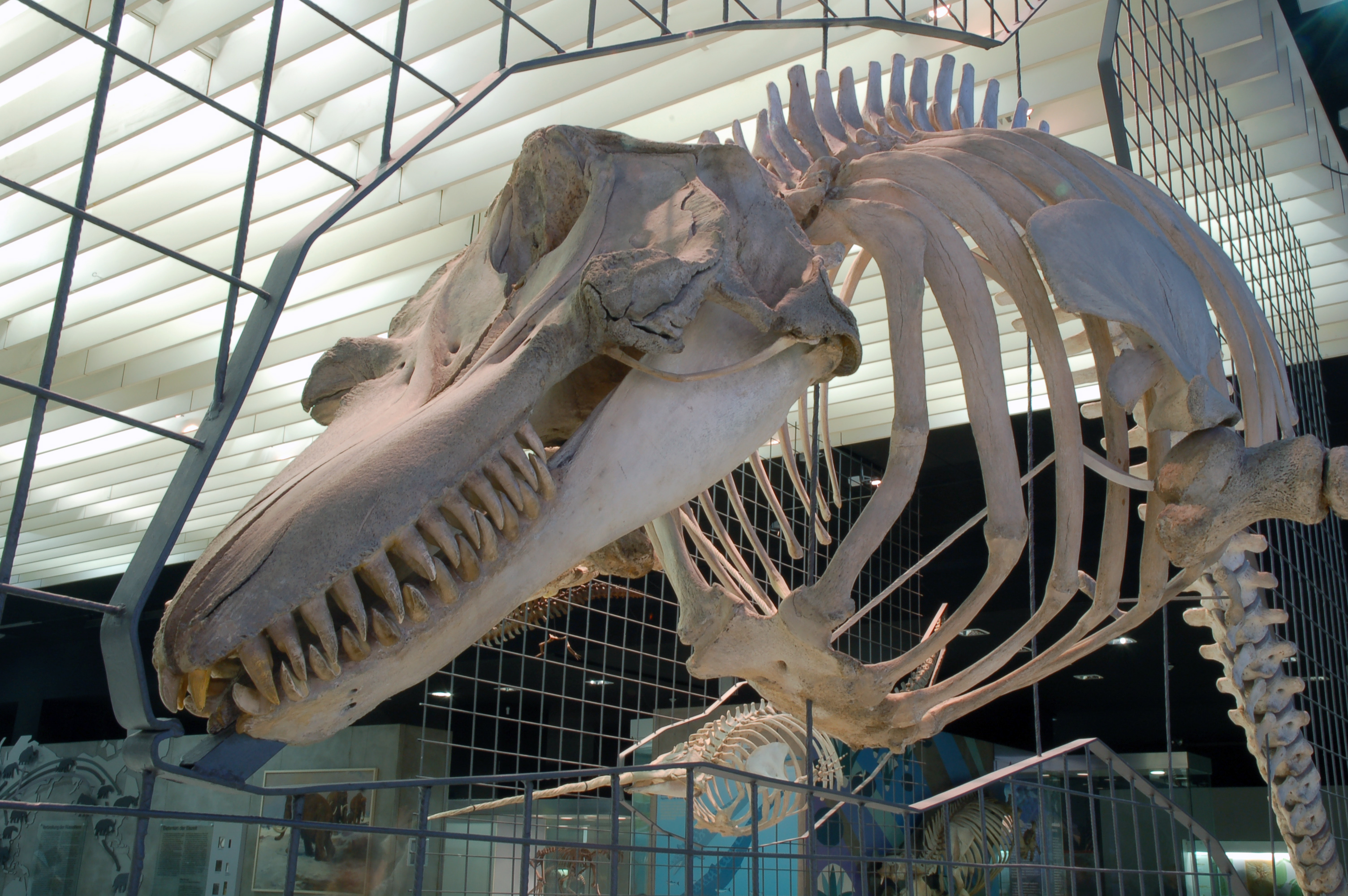
الهيكل العظمي للأُرْكة
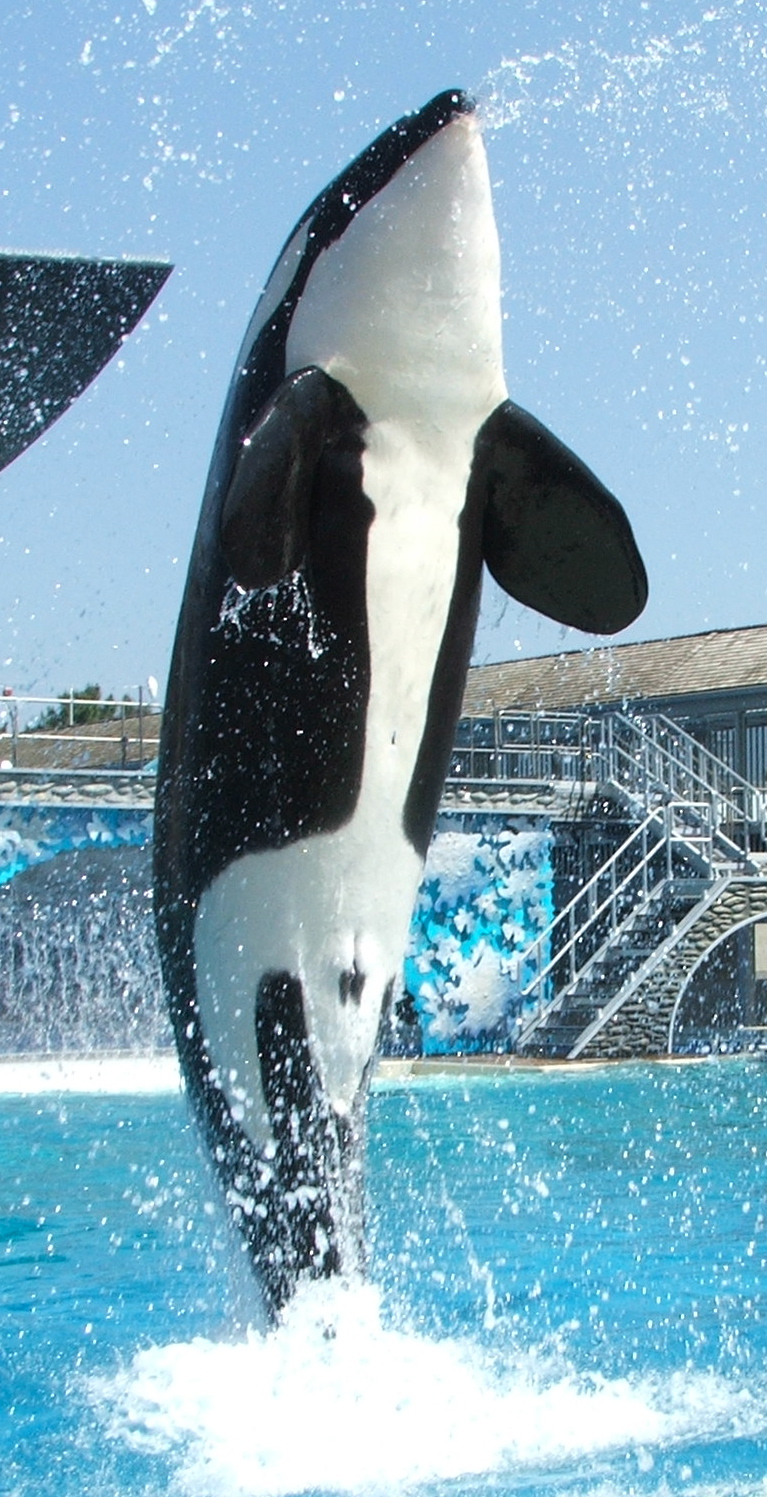
حوت أركة في متنزه